# Лукашевич, Ольгерд
О́льгерд Ма́риан Лукаше́вич (пол. Olgierd Marian Łukaszewicz; род. 7 сентября 1946, Хожув) — польский актёр театра, кино и дубляжа, брат-близнец кинооператора и кинорежиссёра Ежи Лукашевича. Российским зрителям запомнился по роли закомплексованного, робкого биолога Альберта Старского в фантастической комедии «Секс-миссия» (1984, режиссёр Юлиуш Махульский).

## Биография
Родился в Хожуве в 1946 году. Учился в школе имени Пионеров-защитников Катовиц, затем — в 1968 году окончил Государственную высшую театральную школу в Кракове. В кино дебютировал тогда же (эпизод в фильме «Йовита» Януша Моргенштерна), на сцене — 6 января 1969 года в Театре разнообразия (там играл преимущественно молодых любовников). В 1970 году переехал в Варшаву, где с тех пор (с перерывом в 1988—1996, когда актёр эмигрировал в Австрию и затем в ФРГ, при этом продолжая сниматься в польских фильмах) живёт и работает.
В 70-х он снимался в основном в драматических фильмах, играя людей романтичных, лиричных, субтильных, не находящих места в жизни («Березняк» Анджея Вайды, «История греха» Валериана Боровчика, «Урок мёртвого языка» Я. Маевского). Диапазон расширяется с отрицательной ролью анархиста Леона в «Лихорадке» Агнешки Холланд, после которой Ольгерда начинают приглашать в исторические фильмы, мелодрамы, реже — в комедии. Крупных работ в последнем жанре у него всего три: в «Приёме на десять персон плюс три» (1973, режиссёр Ежи Груза), «Секс-миссия» (1984), режиссёр — Юлиуш Махульский), «Янчо-Водолей» (1993, режиссёр Ян Якуб Кольский). Пожалуй, наибольший отход от первоначального образа Ольгерд Лукашевич продемонстрировал в двух фильмах 1987 года: в «Магнате» (нацист Францель) и «Касании» (доктор Крамер).
Сменил 6 варшавских театров: Драматический театр им. Густава Холоубека (1970—1973), Современный театр (1973—1974, 2001—2003), Универсальный театр им. Зыгмунта Хюбнера (1974—1986), Театр «Студио» (1986—1997), Национальный театр (1997—2001), Польский театр (с 2003). Кроме них, во время эмиграции много играл в немецких театрах (так, 2 сезона — в Муниципальном театре Бонна).
В 1997 году во время 2 фестиваля звёзд в Мендзыздроях оставил отпечаток ладони на Аллее Звёзд.
На рубеже веков был инициатором крупных мероприятий с участием польских актёров: «Палатка примирения» (пол. «Namiot Przymierza») (1999) и «Сыбир — последнее прощание» (пол. «Sybir — ostatnie pożegnanie») (2000), проходившие в День всех святых (1 ноября) перед зданием Национального театра, были посвящены памяти евреев и лиц, насильно высланных из страны; «Ночь пилигрима» (пол. «Noc pielgrzyma») (в ночь на 29 сентября 2001) — театральная мистерия, приуроченная к открытию памятника Юлиушу Словацкому.
В 2002—2005 годах и с 17 января 2011-го президент Союза польских творческих работников.
В предвыборной кампании 2005 года был членом команды Леха Качиньского.
С 1968 женат на актрисе Гражине Мажец (пол. Grażyna Marzec) (р. 1946), от неё имеет дочь Зузанну.

## Роли в театре
- 1969 — «Святоша» Мольера — Валерий
- 1970 — «Месть» Александра Фредро — Вацлав
- 1973 — «Америка» по мотивам произведения Франца Кафки — Карл Россманн
- 1977 — «Полёт над гнездом кукушки» Дейла Вассермана — Билли
- 1984 — «Ловушка» Тадеуша Ружевича — Франц
- 2000 — «Отступление» Уильяма Николсона
- 2001 — «Пасха» Августа Стриндберга — Элис
- 2002 — «Вознесение» Тадеуша Конвицкого — Чужеземец
- 2003 — «Буря» Уильяма Шекспира — Просперо
- 2005 — «Одиссея» Гомера — Ментес и Ментор
- 2006 — «Как вам это понравится» Уильяма Шекспира — Джекоб

## Фильмография
Для непольских фильмов указаны оригинальные названия.

### Кино
- 1967 — Йовита
- 1968 — Дансинг в ставке Гитлера
- 1969 — Плечом к плечу (Направление: Берлин)
- 1969 — Соль чёрной земли
- 1970 — Романтики
- 1970 — Березняк
- 1970 — В погоне за Адамом
- 1971 — Сердцебиение
- 1971 — Жемчужина в короне
- 1973 — Потерянная ночь
- 1973 — Приём на десять персон плюс тр
- 1973 — Свадьба
- 1975 — Ночи и дни
- 1975 — Из ниоткуда в никуда
- 1975 — История греха
- 1976 — Дагни
- 1977 — Йерг Ратгеб, художник (нем. Jörg Ratgeb, Maler)
- 1979 — Операция «Гиммлер»
- 1979 — Урок мёртвого языка
- 1981 — Лихорадка
- 1982 — Допрос
- 1982 — Слепой боксёр
- 1982 — Голоса
- 1982 — Сообщает Соня… (нем. Sonjas Rapport) — Рольф
- 1983 — Волчица
- 1983 — Верная река
- 1983 — Колокол
- 1983 — Привидение
- 1984 — Секс-миссия
- 1985 — Девушки из Новолипок
- 1985 — Дезертиры
- 1986 — Гон
- 1986 — Борис Годунов — Николай Черниковский
- 1987 — Кингсайз
- 1987 — Магнат
- 1987 — Касание
- 1987 — Убей меня, легавый
- 1988 — Короткий фильм об убийстве
- 1989 — Декалог 2
- 1989 — Искусство любви
- 1989 — Алхимик
- 1991 — Женщина на войне (англ. Woman At War)
- 1992 — Ночные птицы
- 1993 — Янчо-Водолей
- 1995 — Дебора
- 1999 — Бигда идет!
- 2000 — Байланд
- 2000 — Подальше от окна
- 2002 — Карьера Никося Дызмы
- 2003 — Король Убю
- 2005 — Кароль. Человек, ставший Папой Римским
- 2007 — Катынь
- 2007 — Завтра мы идём в кино
- 2007 — Регина
- 2008 — Безымянная — одна женщина в Берлине (нем. Anonyma — Eine Frau in Berlin)
- 2009 — Генерал Нил
- 2009 — Город у моря
- 2009 — Мистификация
- 2010 — 1920 год. Война и любовь
- 2013 — Беги, мальчик, беги (нем. Lauf Junge lauf)
- 2014 — Камни на шанец

Его партнёрами по съёмочной площадке были Даниэль Ольбрыхский, Ежи Штур, Беата Тышкевич, Кшиштоф Кершновский, Юлиуш Махульский, Богуслав Линда. Работал с такими режиссёрами, как Анджей Вайда, Валериан Боровчик, Ежи Антчак, Кшиштоф Кесьлёвский, Казимеж Куц, Сергей Бондарчук, Юлиуш Махульский.

### Сериалы
- 1977 — Ночи и дни
- 1980 — Королева Бона
- 1989 — Моджеевская
- 1993 — Король последних дней (нем. König der letzten Tage)
- 2000 — Лица и маски
- 2001 — Маршал Пилсудский
- 2008 — Время чести

### Дубляж
- 1979 — Дебют
- 1981 — Любовь тебе всё простит
- 1995 — Роб Рой (англ. Rob Roy)
- 2005 — Иоанн Павел II: не пугайтесь
- 2006 — Иоанн Павел II (англ. Pope John Paul II)
- 2009 — Звезда Коперника

## Награды
- 1970 — награда им. Збигнева Цибульского от еженедельника «Экран»
- 1971 — титул «Звезда киносезона» на 3 фестивале «Любусское кинолето» в г. Лагув
- 1979 — награда на фестивале «Калишские театральные встречи» (за роль Билли в «Полёте над гнездом кукушки» Дейла Вассермана)
- 1979 — орден «Крест Заслуги» 2 степени (Серебряный крест)
- 1984 — награда на 24 фестивале польских современных пьес во Вроцлаве (за роль Франца в «Ловушке» Тадеуша Ружевича)
- 1985 — награда мэра Варшавы (за роль Франца в «Ловушке» Тадеуша Ружевича)
- 1986 — награда на Фестивале театров одного актёра (за «Псалмы Давида»)
- 2000 — Орден Возрождения Польши
- 2002 — золотая медаль «За вклад в оборону страны»
- 2005 — серебряная медаль «Заслуженному деятелю культуры»
- 2008 — Орден «За заслуги перед Федеративной Республикой Германия»
- 2009 — Статуэтка «Сражающейся Польши» от Всемирного союза солдат Армии Крайовой